# Hillsboro Civic Center

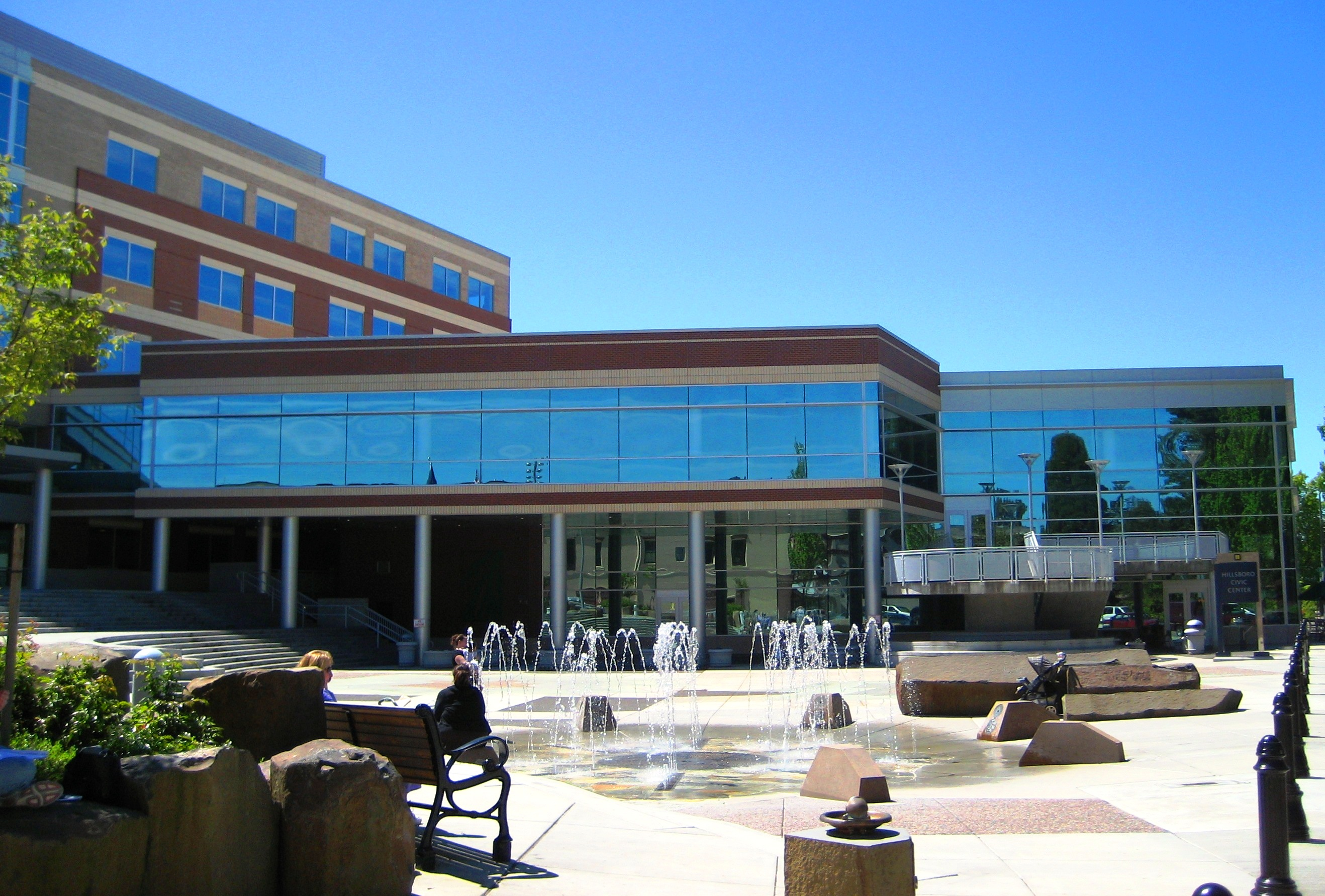
Hillsboro Civic Center

Das Hillsboro Civic Center ist ein im öffentlichen Auftrag für 33,5 Millionen US-Dollar von Juli 2003 bis Dezember 2004 erbauter und in Mischnutzung befindlicher, sechsgeschossiger Gebäudekomplex in Hillsboro in Oregon. In ihm befinden sich der Verwaltungssitz des Washington County sowie Einzelhandel, Wohnungen und öffentliche Plätze. Zentrales Element des Gebäudekomplexes ist das Rathaus des Washington County mit zwei angrenzenden Plazas. Das 15 300 m² große Hillsboro Civic Center hat 18 Solarmodule auf dem Dach und ist 42 % energieeffizienter als vergleichbare Gebäude, wofür es nach seiner Fertigstellung die Leadership in Energy and Environmental Design LEED-Zertifizierung in Gold für ökologisches Bauen erhielt.